# Karlsbad (stad)
Karlsbad (Tsjechisch: Karlovy Vary uitspraakⓘ) is een stad in het westen van Tsjechië in de gelijknamige regio. De stad, die de naam draagt van keizer Karel IV, kreeg vooral bekendheid als kuuroord voor de hoge adel in de 18e en 19e eeuw. Sinds 2021 staat het kuuroord op de UNESCO-Werelderfgoedlijst als onderdeel van de Historische kuuroorden van Europa.

## Geschiedenis
Hoewel al in de 14e eeuw bekend was dat de bronnen van Warmbad (Tsjechisch: Vary) in dit gebied geneeskrachtig zouden zijn, werd bij die plaats pas in 1370 een koninklijke stad gesticht door de Boheemse koning en Duits keizer Karel IV. Aan hem dankt de stad haar naam. Door verwoestingen ten gevolge van overstroming en brand moest de stad in 1707 door de Oostenrijkse keizer Jozef I opnieuw worden gesticht en daarbij kreeg ze als kuuroord privileges. Dr. David Becher legde de grondslag voor een geneeskundige behandeling met het bronwater en sindsdien nam de toeloop van kuurgasten aanzienlijk toe. 
Naam kreeg de stad door de conferentie van 1819 waar de zogenaamde Karlsbader Besluiten door de Oostenrijkse kanselier vorst Metternich werden afgekondigd. Zij zouden het repressieve politieke klimaat in Duitsland en Oostenrijk voor een halve eeuw gaan bepalen. 
Een volgende arts, Josef von Löschner, lijfarts van de keizer, maakte de naam van de stad in heel Europa bekend met zijn wetenschappelijke publicaties over de samenstelling van het bronwater en de behandelingsmethoden die genezing zouden bewerkstelligen. De elite uit vooral Midden- en Oost-Europa, die van kwalen wilde genezen, bezocht de stad en deze werd daarmee ook een oord voor sociale, culturele en diplomatieke ontmoetingen. De eerst nog weinige duizenden gasten uit de 18e eeuw werden gevolgd door gemiddeld 25.000 per jaar in de 19e eeuw, oplopend tot het hoogtepunt van 70.000 in 1911.     
Na de Eerste Wereldoorlog werden de stad en omgeving bij het nieuwe Tsjechoslowakije gevoegd ondanks protestdemonstraties van de bewoners, die een aantal van hen het leven kostte. De annexatie van Sudetenland brachten in 1939 stad en wijde omgeving bij Duitsland. De verdrijving van de nazi’s, ruim vijf jaar later, ging gepaard met bombardementen die een deel van de stad verwoestten.  
De Amerikanen trokken in mei 1945 de stad binnen, om haar op de 11e van die maand aan de Sovjetleger over te dragen. De vrijwel geheel Duitstalige bevolking (Sudeten-Duitsers) werd toen op grond van de Beneš-decreten van haar staatsburgerschap ontheven. Ze werden onteigend en vervolgens naar Duitsland uitgewezen. Het duurde lang voordat de stad weer enigszins bevolkt was en daartoe werden er vanuit Slowakije ook Roma hierheen gestuurd. Nog altijd wonen er iets minder mensen dan voor de oorlog, namelijk ca. 55.000. 
Na 1990 werden de onteigende en genationaliseerde badinrichtingen en hotels weer geprivatiseerd en gingen ze een nieuwe bloei tegemoet .

## Kuuroord
Karlsbad is een van de beroemdste en traditierijkste kuuroorden in de wereld. Een aanzienlijk deel van de economie van Karlsbad draait op hotels, casino's, restaurants en andere kuuroord-gerelateerde bedrijven.
De eerste vermelding van Karlsbad als kuuroord stamt uit 1522. Door de eeuwen heen is de stad altijd populair gebleven. Tot de beroemdheden die de stad bezocht hebben en de stad naar eigen zeggen in hun hart sloten, behoren Wolfgang Amadeus Mozart, Napoleon Bonaparte en Johann Wolfgang von Goethe.
Er zijn ondergrondse bronnen die warm mineraalwater naar de oppervlakte brengen, waaraan geneeskrachtige eigenschappen worden toegekend. Daarbij worden ook modderbaden toegepast. Nog steeds wordt de stad jaarlijks door duizenden mensen om medische redenen bezocht en blijft ze als kuuroord binnen- en buitenlandse gasten trekken.

## Eten en drinken

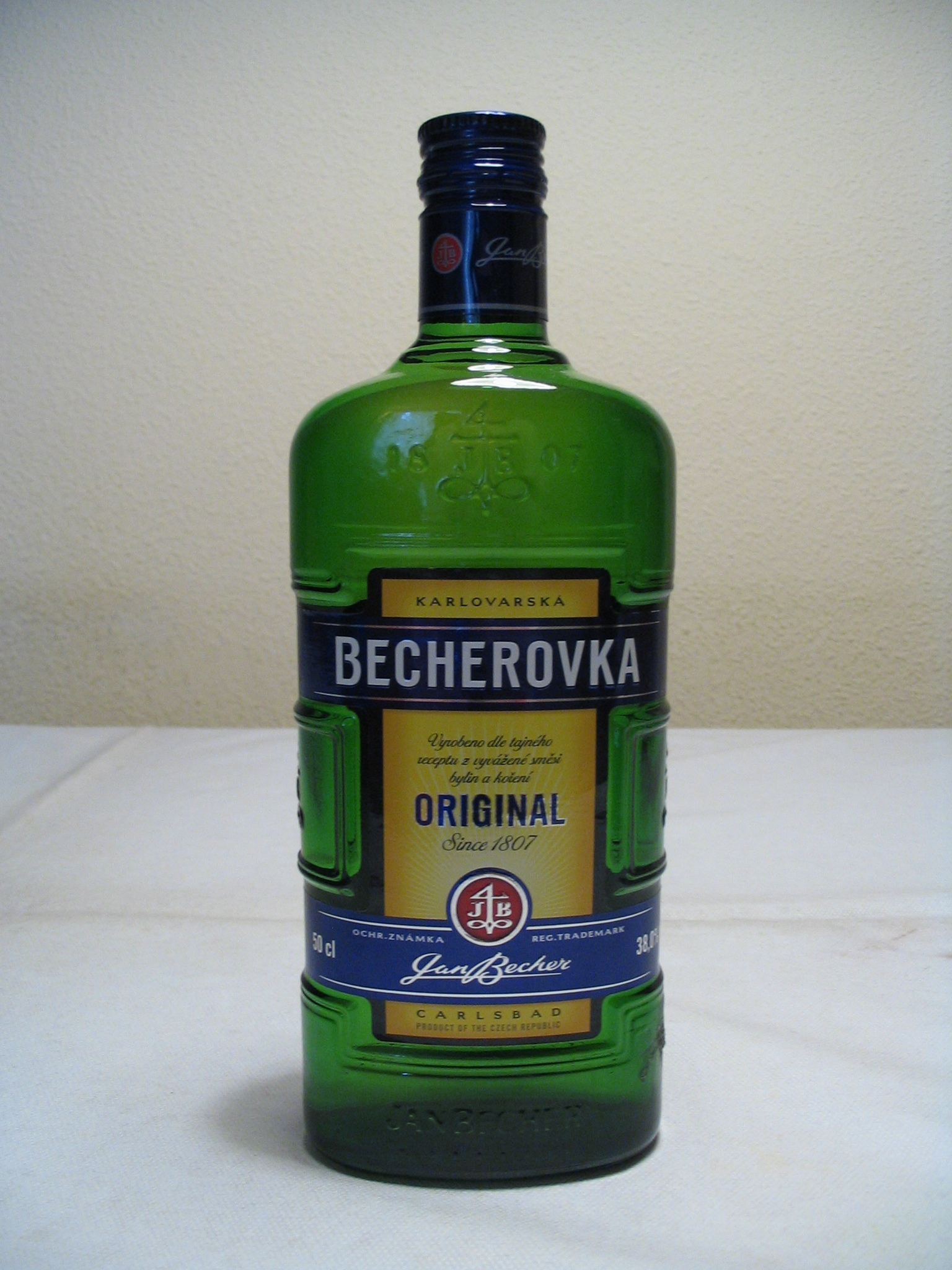
Becherovka

De likeurdrank Becherovka, oorspronkelijk Karlsbader Becher-Bitter, is afkomstig uit Karlsbad, en wordt soms de dertiende bron genoemd (naast de twaalf bestaande kuurbaden).
De Oblaat, na 1945 de oplatky, is een bekende lekkernij uit Karlsbad, bestaande uit twee laagjes ouwel met daartussen vanille, chocola, eierlikeur enz.

## Geboren
- Josef Vitus Becher (1789-1860), apotheker, producent en naamgever van de ‘Karlsbader Becherbitter’, na 1945 de Becherovka
- Heinrich Edler von Mattoni (1830-1910), ondernemer naar wie het mineraalwater Mattoni is genoemd
- Julius Pupp (1870-1936), hotelier en oprichter van het Grandhotel Pupp in Karlsbad
- Richard Teschner (1879-1948), Wiener Jugendstilkunstenaar
- Karl Hermann Frank (1898-1946), SS-generaal, gaf leiding aan het Duitse bezettingsregime in Tsjechië
- Bruno Adler (1898-1968), literatuurwetenschapper en kunstcriticus
- Maria Austria (1915-1975), fotograaf
- Wolfgang Schöniger (1920-1971), lid van de Duitse Bondsdag als vertegenwoordiger van de Sudeten-Duitse vluchtelingen
- Georg Riedel (1934-2024), contrabasspeler en componist
- Gerhard Schmidt-Gaden (1937-), oprichter en dirigent van het kathedrale Tölzer Knabenchor
- Marie Christine von Reibnitz (1945-), gehuwd met Michael van Kent

## Inwoners
- Toni Ebel (1881-1961) transvrouw en kunstenares
- Charlotte Charlaque (1892-1963) eveneens transvrouw en mogelijk partner van Toni Ebel, actrice

## Overleden
- Jean de Carro (1770-1857), Zwitsers arts
- Jacob Maris (1837-1899), Nederlands kunstschilder

## Media
De stad is gebruikt als decor in de volgende films:
- Last Holiday (2006)
- James Bond: Casino Royale (2006)
- La Vie en Rose (2007)
- The Philanthropist (2009)

## Zustersteden
- Baden-Baden, Duitsland
- Bernkastel-Kues, Duitsland
- Carlsbad, Verenigde Staten
- Kusatsu, Japan

## Afbeeldingen

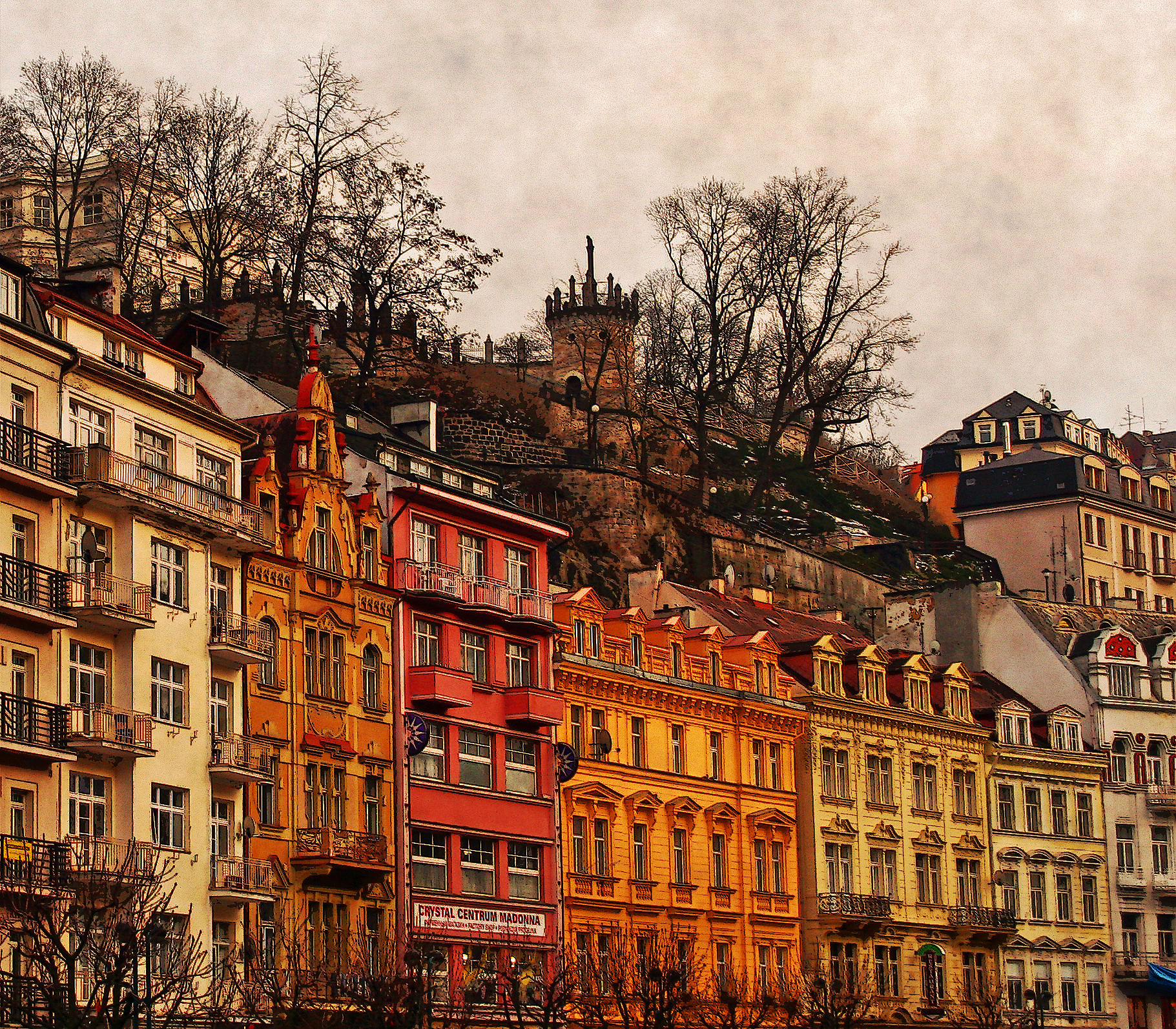
Karlovy Vary
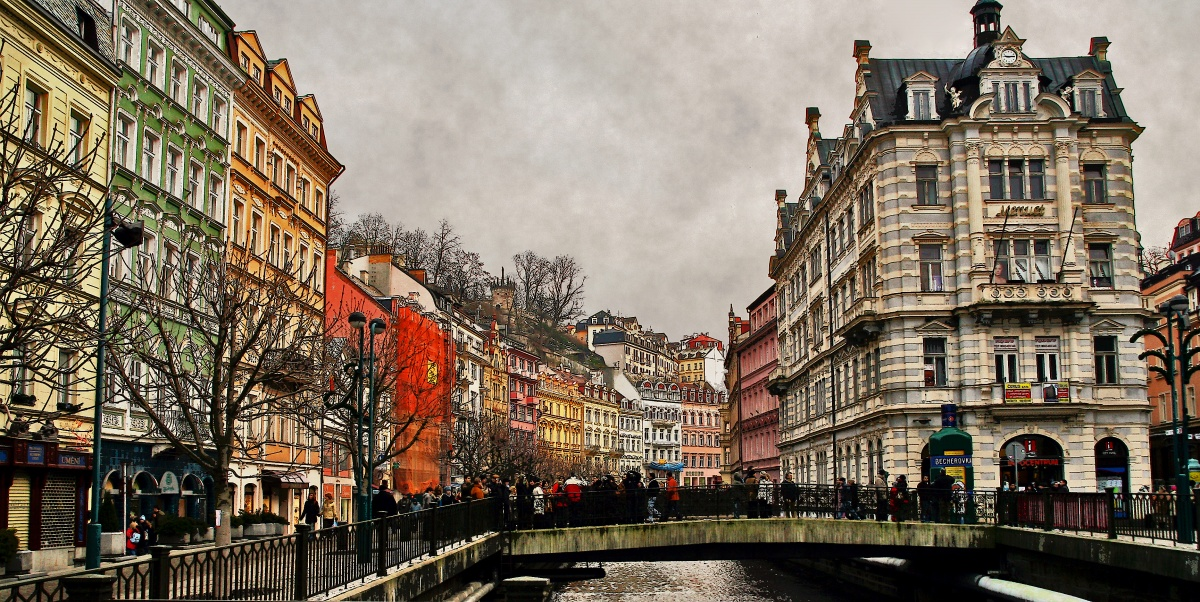
Karlovy Vary
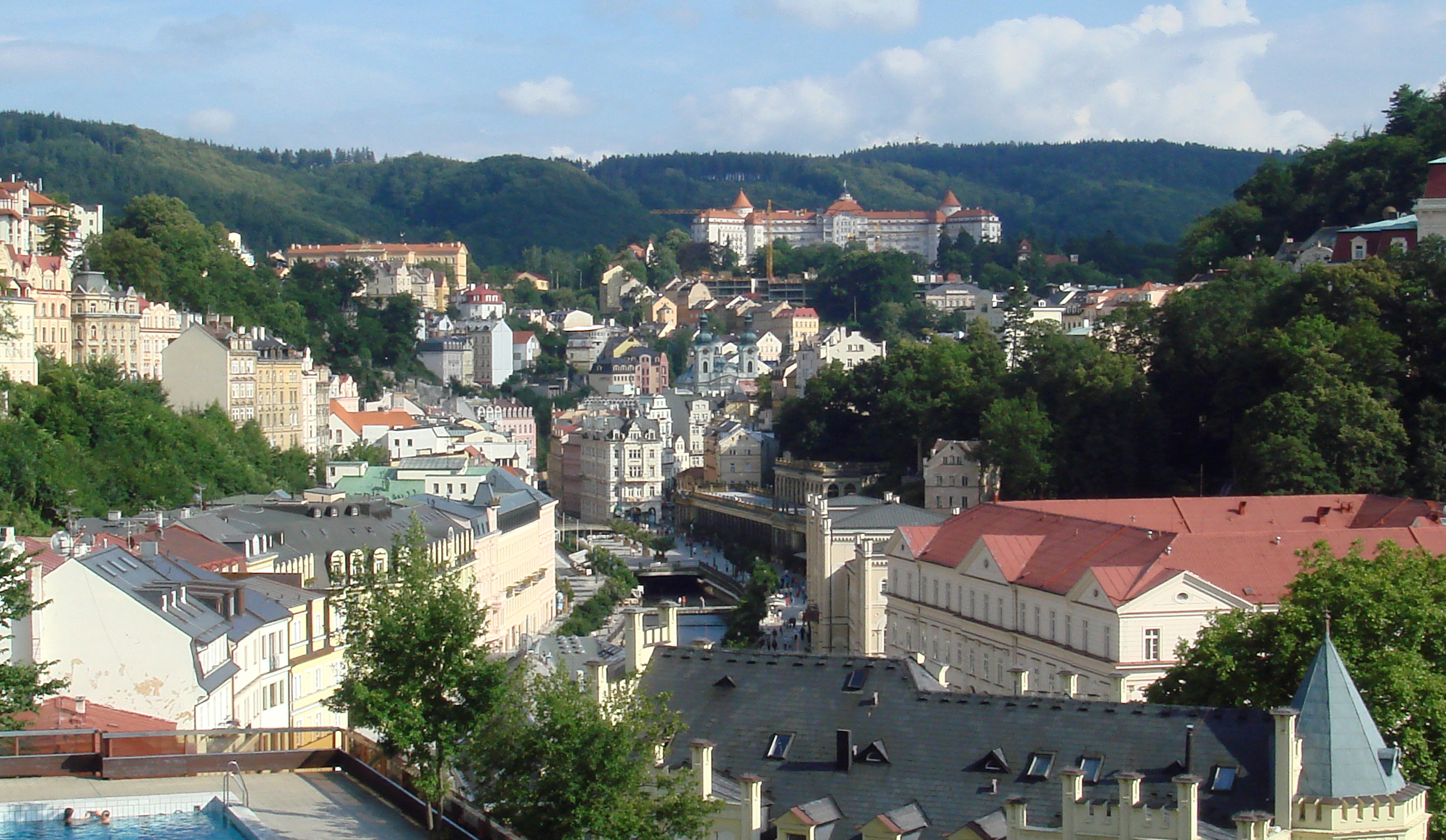
Uitzicht op de kuurhotels
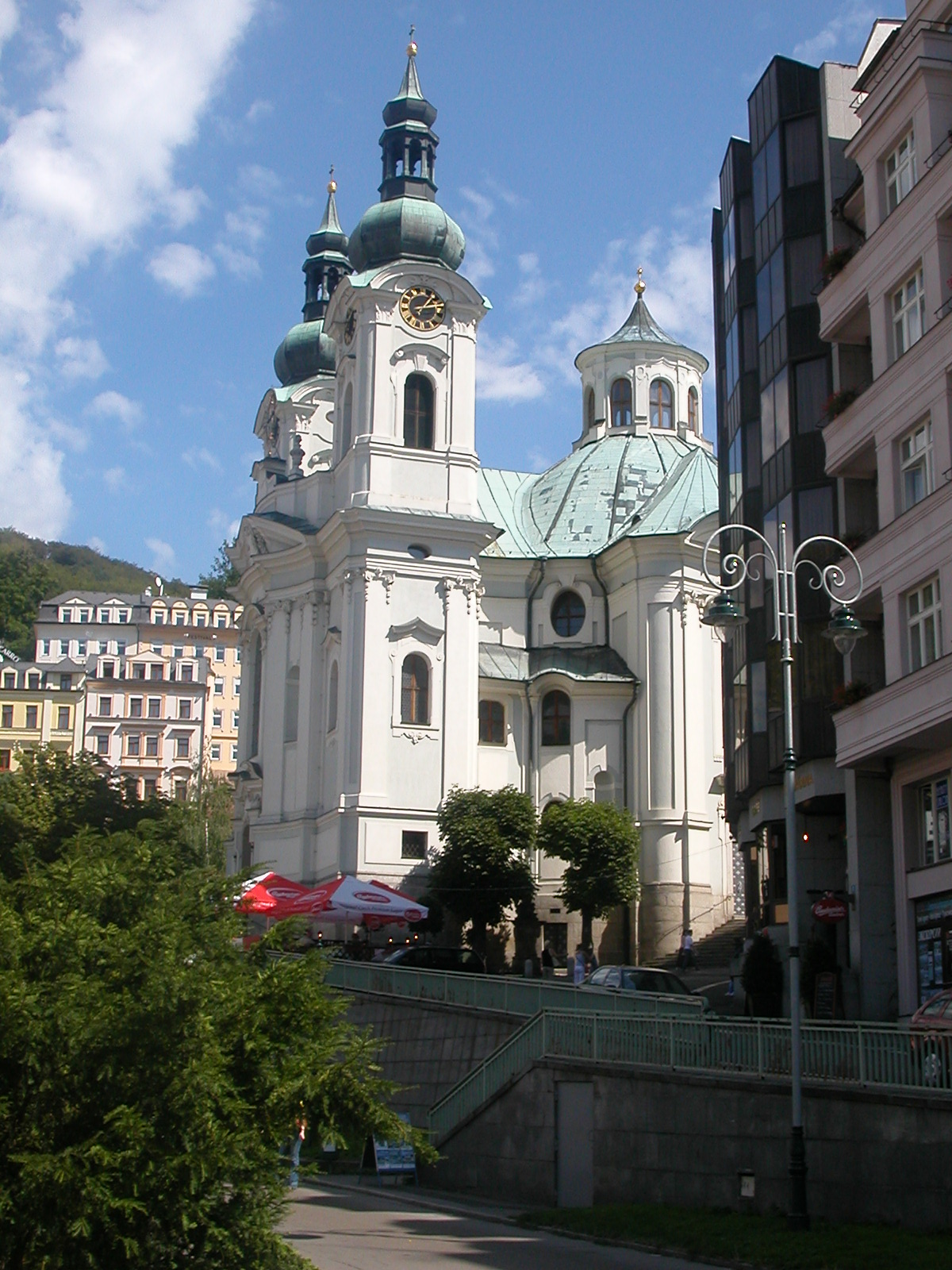
Maria Magdalenakerk
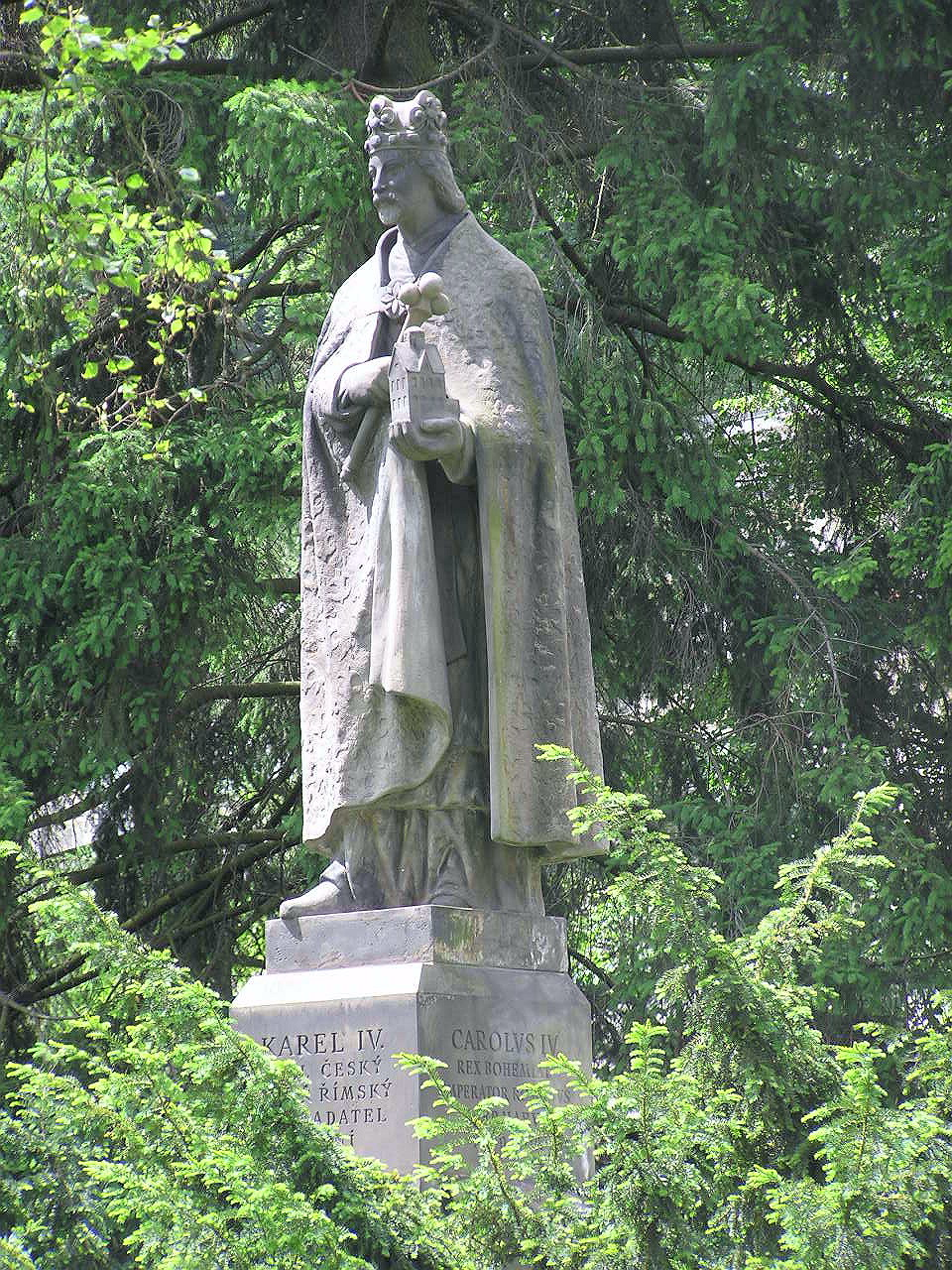
Beeld van de naamgever van de stad: Karel IV
Gedenksteen voor Peter de Grote in Karlsbad

Brno · České Budějovice · Chomutov · Děčín · Frýdek-Místek · Havířov · Hradec Králové · Jablonec nad Nisou · Jihlava · Karlsbad (Karlovy Vary) · Karviná · Kladno · Liberec · Mladá Boleslav · Most · Olomouc · Opava · Ostrava · Pardubice · Pilsen (Plzeň) · Praag (Praha) · Přerov · Prostějov · Teplice · Ústí nad Labem · Zlín
Cheb · Karlsbad · Sokolov
Abertamy · Andělská Hora · Bečov nad Teplou · Bochov · Boží Dar · Božičany · Bražec · Březová · Černava · Čichalov · Dalovice · Děpoltovice · Doupovské Hradiště · Hájek · Horní Blatná · Hory · Hroznětín · Chodov · Chyše · Jáchymov · Jenišov · Karlsbad (Karlovy Vary) · Kolová · Krásné Údolí · Krásný Les · Kyselka · Merklín · Mírová · Nejdek · Nová Role · Nové Hamry · Ostrov · Otovice · Otročín · Pernink · Pila · Potůčky · Pšov · Sadov · Smolné Pece · Stanovice · Stráž nad Ohří · Stružná · Šemnice · Štědrá · Teplička · Toužim · Útvina · Valeč · Velichov · Verušičky · Vojenský újezd Hradiště · Vojkovice · Vrbice · Vysoká Pec · Žlutice